# Slovenska hokejska liga 2003/04
Sezona 2003/04 Slovenske hokejske lige je bila trinajsta sezona slovenskega prvenstva v hokeju na ledu. Naslov slovenskega prvaka so desetič osvojili hokejisti HDD ZM Olimpija, ki so v finalu s 4:0 v zmagah premagali klub Slavija M Optima.

## Redni del

### Prvi del

#### Lestvica
Zmagovalec skupine B za drugi del prvenstva napreduje v skupino A, v oklepaju so točke, ki se prenesejo v drugi del.
OT - odigrane tekme, Z - zmage, N - remiji, P - porazi, DG - doseženi goli, PG - prejeti goli, +/- - gol razlika, T - prvenstvene točke.
| #         | Klub                        | OT        | Z         | N         | P         | DG        | PG        | +/-       | T         |
| Skupina A | Skupina A                   | Skupina A | Skupina A | Skupina A | Skupina A | Skupina A | Skupina A | Skupina A | Skupina A |
| --------- | --------------------------- | --------- | --------- | --------- | --------- | --------- | --------- | --------- | --------- |
| 1         | HK Slavija M Optima         | 8         | 6         | 1         | 1         | 36        | 20        | +16       | 13 (3)    |
| 2         | HDD ZM Olimpija             | 8         | 6         | 0         | 2         | 41        | 15        | +26       | 12 (2)    |
| 3         | HK Acroni Jesenice          | 8         | 5         | 1         | 2         | 26        | 15        | +11       | 11 (1)    |
| Skupina B |                             |           |           |           |           |           |           |           |           |
| 4         | HK HIT Casino Kranjska Gora | 15        | 8         | 1         | 6         | 50        | 51        | -1        | 17 (1)    |
| 5         | HK Triglav Kranj            | 15        | 6         | 3         | 6         | 41        | 56        | -15       | 15 (3)    |
| 6         | HDK Maribor                 | 15        | 6         | 2         | 7         | 53        | 41        | +12       | 14 (2)    |
| 7         | HK Tivoli                   | 15        | 0         | 2         | 13        | 32        | 81        | -49       | 2 (1)     |

### Drugi del

#### Lestvica
Vodilni moštvi sta se uvrstili v finale, tretje in četrto moštvo pa sta se borila za tretje mesto.
OT - odigrane tekme, Z - zmage, N - remiji, P - porazi, DG - doseženi goli, PG - prejeti goli, +/- - gol razlika, T - prvenstvene točke.
| # | Klub                        | OT | Z | N | P | DG | PG | +/- | T      |
| - | --------------------------- | -- | - | - | - | -- | -- | --- | ------ |
| 1 | HDD ZM Olimpija             | 6  | 4 | 1 | 1 | 28 | 17 | +11 | 11 (2) |
| 2 | HK Slavija M Optima         | 6  | 2 | 3 | 1 | 18 | 15 | +3  | 10 (3) |
| 3 | HK Acroni Jesenice          | 6  | 4 | 2 | 1 | 23 | 14 | +9  | 9 (1)  |
| 4 | HK HIT Casino Kranjska Gora | 6  | 0 | 0 | 6 | 10 | 33 | -23 | 1 (1)  |

## Končnica

### Finale
Igralo se je na štiri zmage po sistemu 2-2-1-1-1, * - po kazenskih strelih.
| 7. marec 2004 | HDD ZM Olimpija | 1:0 | Slavija M Optima | Hala Tivoli, Ljubljana |

| Poročilo tekme | Poročilo tekme | Poročilo tekme  | Poročilo tekme | Poročilo tekme                            |
| -------------- | -------------- | --------------- | -------------- | ----------------------------------------- |
|                | Mušič 36       | (0:0, 1:0, 0:0) |                | Gledalci: 3000 Sodnik: Gerhard Lihtnecker |

| 10. marec 2004 | HDD ZM Olimpija | 4:0 | Slavija M Optima | Hala Tivoli, Ljubljana |

| Poročilo tekme | Poročilo tekme                            | Poročilo tekme  | Poročilo tekme | Poročilo tekme                      |
| -------------- | ----------------------------------------- | --------------- | -------------- | ----------------------------------- |
| Začetek: 18:00 | Župan 11 Avgustinčič 27 Žagar 38 Rožič 52 | (1:0, 2:0, 1:0) |                | Gledalci: 4000 Sodnik: Willi Schimm |

| 14. marec 2004 | Slavija M Optima | 1:4 | HDD ZM Olimpija | Dvorana Zalog, Ljubljana |

| Poročilo tekme | Poročilo tekme | Poročilo tekme  | Poročilo tekme                                 | Poročilo tekme                            |
| -------------- | -------------- | --------------- | ---------------------------------------------- | ----------------------------------------- |
| Začetek: 18:00 | Peruzzi 20     | (1:0, 0:1, 0:3) | 34 Avgustinčič 46 Terglav 58 Polončič 60 Žagar | Gledalci: 1200 Sodnik: Gerhard Lihtnecker |

| 17. marec 2004 | Slavija M Optima | 3:4* | HDD ZM Olimpija | Dvorana Zalog, Ljubljana |

| Poročilo tekme | Poročilo tekme                | Poročilo tekme       | Poročilo tekme                          | Poročilo tekme                      |
| -------------- | ----------------------------- | -------------------- | --------------------------------------- | ----------------------------------- |
|                | Žemva 09 Bartanus 13 Žemva 30 | (2:1, 1:2, 0:0, 0:1) | 12 Mušič 23 Murič 32 Goličič 65 Terglav | Gledalci: 1000 Sodnik: Willi Schimm |

### Za tretje mesto
Igralo se je na tri zmage po sistemu 2-2-1, * - po kazenskih strelih.
| 7. marec 2004 | HK Acroni Jesenice | 2:3 | HK HIT Casino Kranjska Gora | Dvorana Podmežakla, Jesenice |

| Poročilo tekme | Poročilo tekme | Poročilo tekme  | Poročilo tekme | Poročilo tekme |
| -------------- | -------------- | --------------- | -------------- | -------------- |
|                |                | (0:0, 1:3, 1:0) |                |                |

| 10. marec 2004 | HK Acroni Jesenice | 4:3* | HK HIT Casino Kranjska Gora | Dvorana Podmežakla, Jesenice |

| Poročilo tekme | Poročilo tekme                | Poročilo tekme       | Poročilo tekme                 | Poročilo tekme                      |
| -------------- | ----------------------------- | -------------------- | ------------------------------ | ----------------------------------- |
|                | Varl 16 Por 22 Varl 52 Por 65 | (1:1, 1:1, 1:1; 1:0) | 04 Krivec 37 Krivec 45 Kopitar | Gledalci: 300 Sodnik: Marko Popovič |

| 13. marec 2004 | HK HIT Casino Kranjska Gora | 2:6 | HK Acroni Jesenice | Dvorana Podmežakla, Jesenice |

| Poročilo tekme | Poročilo tekme       | Poročilo tekme  | Poročilo tekme                                         | Poročilo tekme                    |
| -------------- | -------------------- | --------------- | ------------------------------------------------------ | --------------------------------- |
|                | Mauko 13 B. Grilc 40 | (1:1, 1:0, 0:5) | 20 Remar 41 Por 41 Hafner 47 Hafner 56 Varl 56 Pretnar | Gledalci: 350 Sodnik: Roman Iskra |

| 17. marec 2004 | HK HIT Casino Kranjska Gora | 1:4 | HK Acroni Jesenice | Dvorana Podmežakla, Jesenice |

| Poročilo tekme | Poročilo tekme | Poročilo tekme  | Poročilo tekme | Poročilo tekme |
| -------------- | -------------- | --------------- | -------------- | -------------- |
| Začetek: 18:00 |                | (0:0, 1:2, 0:2) |                |                |

## Končna lestvica prvenstva
1. HDD ZM Olimpija
2. HK Slavija M Optima
3. HK Acroni Jesenice
4. HK HIT Casino Kranjska Gora
5. HDK Maribor
6. HK Triglav Kranj
7. HK Tivoli

## Najboljši strelci
G - goli, P - podaje, T - točke
| # | Igralec        | Klub                        | G  | P  | T  |
| - | -------------- | --------------------------- | -- | -- | -- |
| 1 | Anže Kopitar   | HK HIT Casino Kranjska Gora | 15 | 12 | 27 |
| 2 | Primož Grilc   | HK HIT Casino Kranjska Gora | 15 | 5  | 20 |
| 3 | Aleš Fajdiga   | HDK Maribor                 | 11 | 8  | 19 |
| 4 | Grega Por      | HK Acroni Jesenice          | 10 | 8  | 18 |
| 5 | Toni Tišlar    | HK Acroni Jesenice          | 7  | 10 | 17 |
| 6 | Klemen Žbontar | HK HIT Casino Kranjska Gora | 3  | 14 | 17 |